# Dímer de timina
Un dímer de timina és la unió covalent de dos residus de timina adjacents dins d'una molècula d'ADN, sovint catalitzat per la radiació ultraviolada o substàncies químiques mutàgenes. És un exemple d'un tipus de danys a l'ADN més general conegut com a dímers de pirimidina, que, com el seu nom suggereix, poden crear-se entre qualsevol parell adjacent de bases pirimidíniques (C, T, U) (com ara entre dues citosines o una citosina i un uracil). Els enzims de reparació per excisió i el sistema de reparació de l'ADN sovint poden reconèixer i reparar aquest tipus de danys pel gran nus que provoquen en l'ADN. En molts organismes (excloent els mamífers placentaris com ara els humans) les ADN fotoliases poden reparar els danys directament per mitjà de la fragmentació del dímer.
Els dímers de timina no reparats o mal reparats i les mutacions que en resulten poden contribuir al desenvolupament de càncers de pell.